# Mark Stimson
Mark Stimson (Plaistow, 27 dicembre 1967) è un allenatore di calcio e calciatore inglese, di ruolo difensore.

## Biografia
Anche suo figlio Charlie è stato un calciatore professionista.

## Caratteristiche tecniche
Era un difensore centrale.

## Carriera

### Giocatore
Dopo aver giocato nei settori giovanili di QPR e Tottenham, nella stagione 1985-1986 viene aggregato alla prima squadra di quest'ultimo club, con cui tra il 1985 ed il 1989 gioca 2 partite nella prima divisione inglese, intervallando la permanenza agli Spurs anche con 2 periodi in prestito in terza divisione al Leyton Orient ed al Gillingham.
Nell'estate del 1989 passa per 200000 sterline al Newcastle Utd, in seconda divisione: ad eccezione di un prestito al Portsmouth nella seconda metà della stagione 1991-1992, rimane con le Magpies fino al termine della stagione 1992-1993, per poi passare proprio al Portsmouth, con cui gioca ulteriori 58 partite in seconda divisione nell'arco di 3 stagioni, intervallate da mezza stagione in prestito al Barnet, in quarta divisione. Dal marzo del 1996 al termine della stagione 1998-1999 gioca con il Southend Utd, con cui trascorre poco più di una stagione in seconda divisione e 2 stagioni in terza divisione, per complessive 57 partite di campionato durante il suo periodo di permanenza nel club. Nella parte finale della stagione 1998-1999 fa ritorno dopo oltre un decennio al Leyton Orient, in quarta divisione, dove gioca in totale 3 partite, una delle quali nei play-off.
Al termine della stagione 1998-1999 scende di categoria e va a giocare con i semiprofessionisti del Canvey Island, club di Isthmian League (all'epoca la sesta divisione inglese): qui, nella stagione 2000-2001 vince un FA Trophy, segnando anche una rete nella finale del torneo. Dopo 3 anni passa con il doppio ruolo di giocatore/allenatore al Grays Athletic, sempre nella medesima categoria: al termine della stagione 2003-2004 si ritira, anche se la sua ultima effettiva parentesi da calciatore arriva oltre un decennio più tardi, nella stagione 2017-2018, in cui per un periodo viene tesserato anche come giocatore dal Thurrock, club semiprofessionistico di cui era allenatore.

### Allenatore
Nel settembre del 2002 inizia ad allenare come allenatore ad interim del Grays Athletic, club in cui si era appena trasferito come giocatore, e dopo una vittoria alla sua prima partita allenata viene confermato come allenatore in pianta stabile. Stimson conclude la sua prima stagione da allenatore evitando la retrocessione per un solo punto, mentre l'anno seguente conquista un sesto posto in classifica, sufficiente per conquistare un posto nel neonato campionato di Conference South (nuova sesta divisione inglese), che nella stagione 2004-2005 vince, conquistando peraltro anche un FA Trophy, trofeo che rivince per la seconda volta consecutiva anche nella stagione 2005-2006, dopo aver sconfitto per 2-0 il Woking nella finale di Upton Park. La stagione 2005-2006, la prima del club in Conference National, si conclude invece con un terzo posto in classifica e con una sconfitta ai rigori contro l'Halifax Town nella semifinale play-off. Il 16 maggio 2006 Stimson si dimette dall'incarico con i Grays Athletic per non aver raggiunto la seconda promozione consecutiva. Il successivo 28 maggio viene assunto come allenatore dello Stevenage, sempre in Conference National: la sua permanenza nel nuovo club dura tuttavia una sola stagione, nella quale conquista un ottavo posto in classifica in campionato e vince per la quarta volta in carriera (la terza da allenatore, peraltro in 3 stagioni consecutive) l'FA Trophy. L'anno seguente, dopo aver iniziato la stagione ancora allo Stevenage, il 17 ottobre 2007 si dimette ed il successivo 1 novembre si accasa al Gillingham, club di Football League One (terza divisione).
La sua prima stagione nel nuovo club si conclude con una retrocessione in Football League Two, ma già l'anno seguente, dopo un quinto posto in classifica in campionato, il club vince i play-off sconfiggendo per 1-0 lo Shrewsbury Town nella finale di Wembley, facendo così ritorno in terza divisione; Stimson viene tuttavia esonerato al termine della stagione 2009-2010, conclusasi con una nuova retrocessione in quarta divisione dopo un solo anno di permanenza in League One. L'anno seguente Stimson trova comunque subito squadra accasandosi al Barnet, club di Football League Two, da cui viene però esonerato dopo 7 mesi di permanenza in panchina il 1º gennaio 2011, con la squadra che si trovava a ridosso della zona retrocessione. Nei mesi finali della stagione 2010-2011 diventa poi per un breve periodo vice del Dag & Red. Il 7 settembre 2011 viene assunto come nuovo allenatore del Kettering Town, club di Conference National; il 4 gennaio 2012, con la squadra in zona retrocessione, si dimette dall'incarico. nell'estate del 2012 va ad allenare il Thurrock, club neoretroccesso in Isthmian League (settima divisione), dove rimane fino al termine della stagione 2017-2018. L'anno seguente, dopo pochi mesi alla guida del Waltham Abbey, passa ad allenare l'Hornchurch, dove rimane fino al 2023 vincendo anche un FA Trophy. In seguito tra il 2023 ed il 2024 allena anche il Grays Athletic ed il Margate.

## Palmarès

### Giocatore

#### Competizioni nazionali
- FA Trophy: 1

Canvey Island: 2000-2001

### Allenatore

#### Competizioni nazionali
- Conference South: 1

Grays Athletic: 2004-2005
- FA Trophy: 4

Grays Athletic: 2004-2005, 2005-2006
Stevenage: 2006-2007
Hornchurch: 2020-2021

#### Competizioni regionali
- Essex Senior Cup: 2

Canvey Island: 1999-2000, 2001-2002